# Elsa Bruun
Elsa Maria Bruun, född 13 mars 1886 i Kajana, död 14 februari 1976 i Helsingfors, var en finländsk bibliotekarie.
Bruun blev filosofie magister 1910. Hon var 1908–1918 amanuens vid studentbiblioteket i Helsingfors och 1914–1919 vid Riksdagsbiblioteket, där hon sedan tjänstgjorde som bibliotekarie 1920–1948 och överbibliotekarie 1948–1956. Hon var även mångsidigt verksam inom den socialpolitiska och kommunala sektorn, bland annat som chef för socialministeriets barnförflyttningsbyrå 1941–1948 och som stadsfullmäktig i Helsingfors 1946–1956. Hon förlänades professors titel 1956.